# Сімпліцій
Святий Сімпліцій (лат. Simplicius; ? — 10 березня 483, Рим) — 47-й папа Римський (3 березня 468—10 березня 483).

## Життєпис
Народився у Тіволі в Італії та був сином Кастіна. Захищав рішення IV Вселенського собору, спрямовані проти монофізитства. Допомагав жителям Італії, які страждали від набігів варварів. Був свідком зречення останнього західнього римського імператора Ромула Августа.
Його пам'ять відзначається 10 березня.